# 합덕수리민속박물관
합덕수리민속박물관은 충청남도 당진시 합덕읍에 위치한 공립 박물관이다. 조선 3대 저수지 중 하나였던 합덕제를 기념하고 수리(水利)와 그에 관한 과거의 농경문화에 대한 가치와 조상들의 지혜를 주민과 관광객들에게 체험토록 하기 위해 건립되었다.

## 주변
인근에는 서야중학교와 서야고등학교, 후백제의 견훤이 이 지역을 개간할 당시 축조되었다고 전해지는 옛 관개시설인 충청남도의 기념물 제70호로 지정된 합덕제가 있다. 또한 1929년에 지어져 100여 년 이상의 역사를 간직한 충청남도의 기념물 제145호로 지정된 합덕성당도 역시 근처에 있다.

## 같이 보기
- 대한민국의 박물관과 미술관 목록
- 충청남도의 박물관과 미술관 목록